# 勝どき
勝どき（かちどき）は、東京都中央区の町名。現行行政地名は勝どき一丁目から勝どき六丁目。住居表示実施済区域。

## 概要
一丁目から四丁目までは明治 - 大正期の「東京湾澪浚（みおさらい）工事」の月島2号埋立地として造成された。また、五・六丁目は明治 - 大正期の「東京湾澪浚工事」による月島3号埋立地あるいは「隅田川口改良工事」の1号埋立地として造成された。当初は隅田川に橋が無く、築地との間を渡し舟（勝鬨の渡し）が結んでいたが、1940年（昭和15年）に勝鬨橋が完成した。
工場や倉庫が多く立地していたが、2000年の勝どき駅の開業以来、高層住宅への建て替えが進んでいる。周辺の晴海と合わせて急増した人口に対応するため、駅の拡張工事が実施された。
現行町名は1965年（昭和40年）の住居表示実施で成立した。町名は勝鬨橋に由来しているが、「鬨」が当用漢字や現行の常用漢字に含まれないため、平仮名表記が用いられる。

## 地理

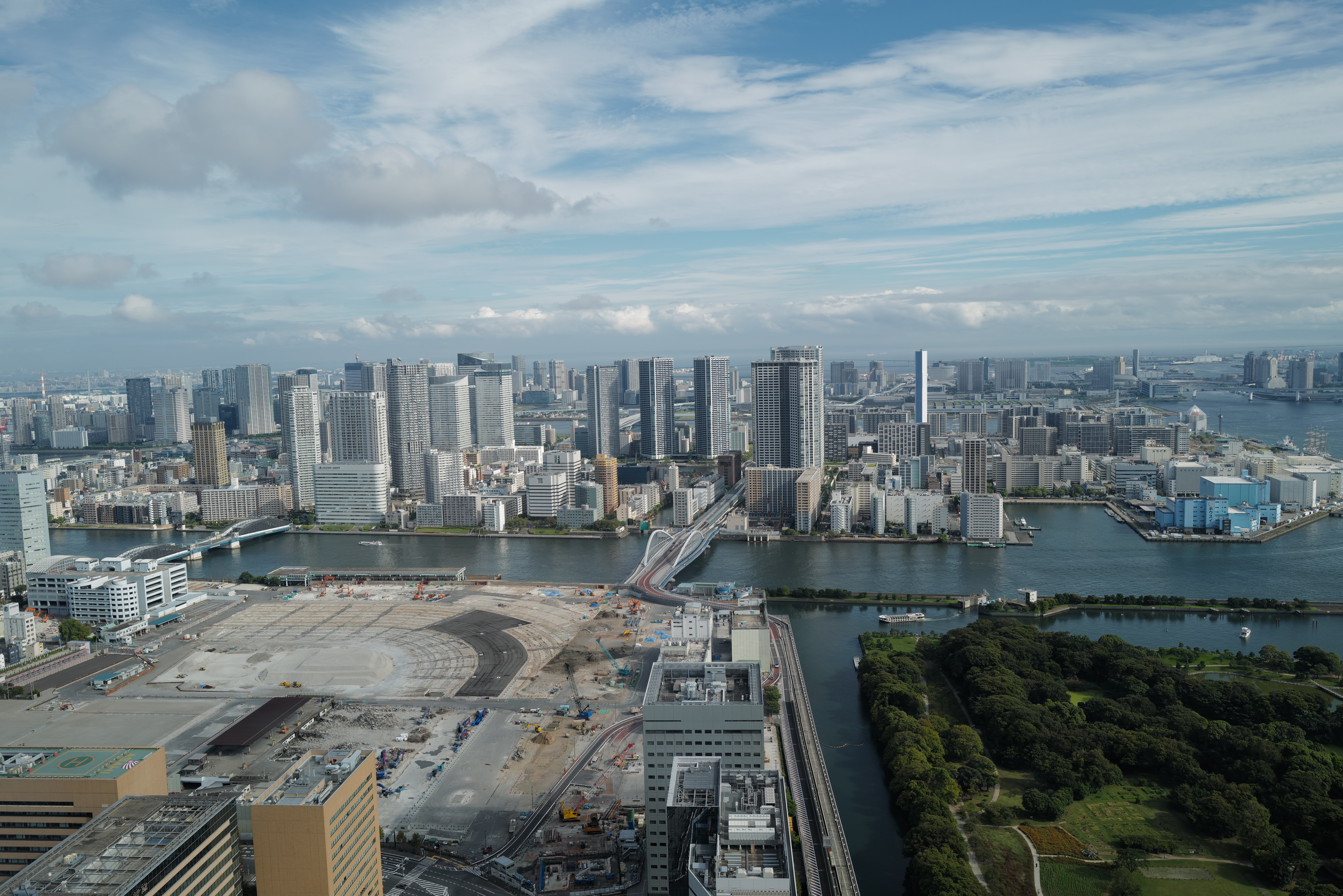
築地市場跡地付近から見た勝どき地区全景

隅田川の河口に近い月島地域に位置し、2つの埋立島にまたがる（ほぼ正方形の形をした島全域と、その南西にある島の北・東区域）。北西を隅田川が流れ、南東は朝潮運河に面している。ほぼ正方形の形の島には1 - 4丁目まであり、北東に月島川、南西に新月島川に面している。それぞれの丁目の広さは島の大きさのほぼ4分の1（正方形に近い）で、清澄通りが北東 - 南西、晴海通りが北西 - 南東を通っているほか、都営地下鉄大江戸線も通り、中心には勝どき駅がある。月島川には月島橋が、朝潮運河には黎明橋が、新月島川には新島橋・浜前橋（浜前水門）が、隅田川には勝鬨橋がそれぞれ架かっている。清澄通りの新島橋又は浜前橋を渡ると、勝どき5丁目・6丁目がある島へ行くことができる。その島の南西部は豊海町になっている。この2つはほぼ半分に分かれており、更に清澄通りを境に5丁目と6丁目が分かれる。隅田川より5丁目、6丁目を経由し晴海方面へと環二通りが勝どき陸橋として高架で架かり、隅田川へと架かる橋は築地大橋、晴海とつなぐ橋は黎明大橋となる。都営地下鉄大江戸線は新月島川でカーブし築地の方へ走るためこの部分に鉄道はない。朝潮運河に朝潮小橋と黎明小橋が架かる。

### 河川
- 隅田川
  - 勝鬨橋
  - 築地大橋
- 月島川
  - 西仲橋
  - 月島橋
- 新月島川
  - 浜前橋
  - 新島橋
- 朝潮運河
  - 桜小橋
  - トリトンブリッジ
  - 黎明橋
  - 黎明大橋
  - 朝潮小橋

### 地価
住宅地の地価は、2025年（令和7年）1月1日の公示地価によれば、勝どき3-4-18の地点で171万円/m2となっている。

## 世帯数と人口
2023年（令和5年）1月1日現在（中央区発表）の世帯数と人口は以下の通りである。
| 丁目         | 世帯数     | 人口     |
| ------------ | ---------- | -------- |
| 勝どき一丁目 | 2,476世帯  | 4,850人  |
| 勝どき二丁目 | 1,757世帯  | 2,901人  |
| 勝どき三丁目 | 1,755世帯  | 3,297人  |
| 勝どき四丁目 | 1,046世帯  | 1,790人  |
| 勝どき五丁目 | 3,482世帯  | 7,135人  |
| 勝どき六丁目 | 3,341世帯  | 7,135人  |
| 計           | 13,857世帯 | 27,108人 |

### 人口の変遷
国勢調査による人口の推移。
| 年                 | 人口   |
| ------------------ | ------ |
| 1995年（平成7年）  | 8,570  |
| 2000年（平成12年） | 9,144  |
| 2005年（平成17年） | 12,241 |
| 2010年（平成22年） | 19,421 |
| 2015年（平成27年） | 23,239 |
| 2020年（令和2年）  | 27,081 |

### 世帯数の変遷
国勢調査による世帯数の推移。
| 年                 | 世帯数 |
| ------------------ | ------ |
| 1995年（平成7年）  | 4,175  |
| 2000年（平成12年） | 4,872  |
| 2005年（平成17年） | 6,713  |
| 2010年（平成22年） | 9,886  |
| 2015年（平成27年） | 11,696 |
| 2020年（令和2年）  | 13,304 |

## 学区
区立小・中学校に通う場合、学区は以下の通りとなる（2025年4月現在）。
| 丁目         | 番地           | 小学校                 | 中学校               |
| ------------ | -------------- | ---------------------- | -------------------- |
| 勝どき一丁目 | 全域           | 中央区立月島第二小学校 | 中央区立晴海中学校   |
| 勝どき二丁目 | 1〜17番        | 中央区立月島第二小学校 | 中央区立晴海中学校   |
| 勝どき二丁目 | 18番           | 中央区立晴海西小学校   | 中央区立晴海西中学校 |
| 勝どき三丁目 | 全域           | 中央区立月島第二小学校 | 中央区立晴海中学校   |
| 勝どき四丁目 | 1〜4番 8〜13番 | 中央区立月島第二小学校 | 中央区立晴海中学校   |
| 勝どき四丁目 | 6番            | 中央区立晴海西小学校   | 中央区立晴海西中学校 |
| 勝どき五丁目 | 全域           | 中央区立豊海小学校     | 中央区立晴海西中学校 |
| 勝どき六丁目 | 全域           | 中央区立豊海小学校     | 中央区立晴海西中学校 |

## 交通
鉄道
- 都営地下鉄大江戸線 勝どき駅

バス
- 都営バス都03系統 勝どき橋南詰・勝どき駅前
- 都営バス都04系統 勝どき橋南詰（東京駅丸の内南口行）・勝どき駅前・勝どき三丁目・新島橋・豊海区民館入口
- 都営バス都05系統 勝どき橋南詰・勝どき駅前 - 晴海埠頭行・東京ビッグサイト行
- 都営バス業10 勝どき橋南詰・勝どき駅前（とうきょうスカイツリー駅前行）
- 都営バス東15 勝どき橋南詰・勝どき駅前
- 都営バス門33 勝どき駅前・勝どき三丁目・新島橋・豊海区民館入口
- 東京BRT 勝どきBRT

道路
- 清澄通り
- 晴海通り

## 事業所
2021年（令和3年）現在の経済センサス調査による事業所数と従業員数は以下の通りである。
| 丁目         | 事業所数  | 従業員数 |
| ------------ | --------- | -------- |
| 勝どき一丁目 | 133事業所 | 3,254人  |
| 勝どき二丁目 | 151事業所 | 1,520人  |
| 勝どき三丁目 | 153事業所 | 5,530人  |
| 勝どき四丁目 | 47事業所  | 364人    |
| 勝どき五丁目 | 64事業所  | 676人    |
| 勝どき六丁目 | 90事業所  | 2,214人  |
| 計           | 638事業所 | 13,558人 |

### 事業者数の変遷
経済センサスによる事業所数の推移。
| 年                 | 事業者数 |
| ------------------ | -------- |
| 2016年（平成28年） | 572      |
| 2021年（令和3年）  | 638      |

### 従業員数の変遷
経済センサスによる従業員数の推移。
| 年                 | 従業員数 |
| ------------------ | -------- |
| 2016年（平成28年） | 11,063   |
| 2021年（令和3年）  | 13,558   |

### 主な企業
- 乾汽船 - 本社所在地
- 山九 - 本社所在地

## 施設
官公庁
- 警視庁月島庁舎（旧：月島警察署）
- 臨港消防署月島消防出張所

小学校
- 中央区立月島第二小学校 - 月島第二幼稚園も同敷地内にある。

幼稚園
- 中央区立月島第二幼稚園

公園
- 月島第二児童公園
- 勝どき二丁目児童遊園
- 新島橋北西児童遊園
- 勝どき四丁目児童遊園
- 新島橋南西児童遊園
- 勝どき五丁目児童遊園
- 豊海児童公園
- 勝どき五丁目親水公園

神社
- 住吉神社勝どき御旅所

寺院
- 東陽院
  - 十返舎一九の墓があり、中央区民登録文化財となっている[17]。

### 大規模集合住宅
- KACHIDOKI THE TOWER
- 勝どきビュータワー
- ブリリアイストタワー勝どき（旧：アパートメンツタワー勝どき）
- THE TOKYO TOWERS
- プラザタワー勝どき
- パークタワー勝どき

## その他

### 日本郵便
- 郵便番号 : 104-0054[3]（集配局 : 晴海郵便局[18]）。